# Retrato de Ferdinand Guillemardet
El Retrato de Ferdinand Guillemardet  (1798) es un óleo sobre lienzo de Francisco de Goya conservado en el Museo del Louvre. La obra fue expuesta en julio de 1799 en la Real Academia de Bellas Artes de San Fernando, luego el propio embajador lo llevó de regreso a Francia. Su hijo, amigo de Delacroix, lo donó finalmente al Louvre.

## Análisis
Presenta al embajador de Francia en España entre 1798 y 1800, que fue diputado de la Convención y fue conocido por promulgar un edicto para transformar edificios de la Iglesia en centros de reunión civil. En el cuadro, Ferdinand Guillemardet (1765-1809), aparece sentado con el cuerpo de perfil y el rostro de frente, cara al espectador, con una inteligente mirada, y las piernas cruzadas en una actitud relajada.
El retrato nos habla de un hombre enérgico y de un representante de la poderosa nación vecina. Aunque la pose parece natural, en realidad está muy pensada para alejarse de las posturas algo más envaradas con que Goya representó a otros de sus retratados. Fue uno de sus cuadros preferidos, según afirmación del propio pintor.
Los colores de Francia (azul, rojo y blanco) destacan por sus vivos colores en la faja atada en su talle así como sobre la escarapela y las plumas de su sombrero bicornio colocado sobre la mesa detrás de él, en contraste con los suaves dorados de la mesa y la silla. El retratado personifica el poder de la República Francesa, seguro de sí mismo. Ferdinand Guillemardet es interpretado por Goya totalmente confiado en la joven República que representaba. El pintor usa el cromatismo con gran habilidad, a base de sutiles matices y reflejos en los negros azulados dominantes en el cuadro.
No se conoce el motivo que llevó a la realización de esta pintura. Es posible que Guillemardet fuera animado a ser retratado por el Pintor de Cámara del rey por los ministros Mariano Luis de Urquijo o Jovellanos, ferviente afrancesado.